# Nantucket (condado de Nantucket)
Nantucket es un lugar designado por el censo ubicado en el condado de Nantucket en el estado estadounidense de Massachusetts. En el Censo de 2010 tenía una población de 7.446 habitantes y una densidad poblacional de 421,29 personas por km².

## Geografía
Nantucket se encuentra ubicado en las coordenadas 41°16′25″N 70°5′46″O / 41.27361, -70.09611. Según la Oficina del Censo de los Estados Unidos, Nantucket tiene una superficie total de 17.67 km², de la cual 15.05 km² corresponden a tierra firme y (14.86%) 2.63 km² es agua.

## Demografía
Según el censo de 2010, había 7.446 personas residiendo en Nantucket. La densidad de población era de 421,29 hab./km². De los 7.446 habitantes, Nantucket estaba compuesto por el 86.09% blancos, el 7.61% eran afroamericanos, el 0.08% eran amerindios, el 1.41% eran asiáticos, el 0.01% eran isleños del Pacífico, el 2.99% eran de otras razas y el 1.8% pertenecían a dos o más razas. Del total de la población el 12.1% eran hispanos o latinos de cualquier raza.